# محافظة العيدابي
محافظة العيدابي هي إحدى المحافظات الواقعة في شرق منطقة جازان في المملكة العربية السعودية.

## التاريخ
اختيرت محافظةً من قبل الأمير محمد بن تركي بن أحمد السديري (أمير المنطقة من سنة 1397 للهجرة إلى سنة 1422 للهجرة) وذلك لكونها تعد المدخل للمناطق الجبلية، ولكونها تتوسط المراكز التابعة لها، ولانبساط أراضيها وسهولتها في التخطيط المنظم.

## الموقع والحدود
تقع محافظة العيدابي في شرق منطقة جازان وتبعد عن مدينة جيزان وتبعد عنها حوالي 69 كم يحدها من الغرب محافظة ضمد ومحافظة صبيا وتحدها من الجنوب محافظة العارضة ومحافظة أبو عريش وتحدها من الشرق محافظة الدائر وتحدها من الشمال محافظة الريث

## التقسيم الإداري

### التقسيم الحالي
تتبع المحافظة لمنطقة جازان، وتقسم إدارياً حسب آخر تقسيم إداري إلى:
1. مدينة العيدابي والقرى التابعة لها.
2. مركز بلغازي والقرى التابعة له.
3. مركز ريع مصيدة والقرى التابعة له.

## قائمة بأسماء محافظي المحافظة
شغل المنصب عدد من المحافظين، منهم:
| المحافظ                       | تاريخ البدء    | تاريخ الانتهاء | المصدر       |
| ----------------------------- | -------------- | -------------- | ------------ |
| منصور بن ماجد بن قطيم         | -؟             | 24 أكتوبر 2005 | [ 4 ] [ 5 ]  |
| عبد العزيز بن محمد الطيار     | 24 أكتوبر 2005 | 2 يوليو 2013   | [ 5 ] [ 6 ]  |
| نايف بن ناصر بن لبدة القحطاني | 2 يوليو 2013   | 11 أبريل 2016  | [ 6 ] [ 7 ]  |
| حسن بن حسين الحازمي           | 11 أبريل 2016  | 24 ديسمبر 2017 | [ 7 ] [ 8 ]  |
| حسين بن ضيف الله الدعجاني     | 24 ديسمبر 2017 | 1 يوليو 2019   | [ 8 ] [ 9 ]  |
| عبد الله بن محمد الظافري      | 1 يوليو 2019   | 20 أبريل 2021  | [ 9 ] [ 10 ] |
| سفر بن سعد الشهراني           | 20 أبريل 2021  |                | [ 10 ]       |

## السكان
بلغ عدد سكان محافظة العيدابي (32,940) نسمة حسب تعداد السعودية 2022، عدد السعوديين (25,784) نسمة، وعدد غير السعوديين (7,156) نسمة.